# Vice-président de la république du Suriname
Le vice-président de la république du Suriname (en néerlandais : Vicepresident van de Republiek Suriname) est le deuxième plus haut dirigeant du pouvoir exécutif du Suriname après le président de la République. Élu par l'Assemblée nationale, il est chargé de la gestion du Conseil des ministres et est responsable devant le président.
La fonction de vice-président est mise en place par la Constitution de 1987 en remplacement de celle de Premier ministre. L'actuel titulaire est Gregory Rusland depuis le 16 juillet 2025.

## Élection
Le vice-président est élu au scrutin indirect en même temps que le président de la République. À la suite de chaque élections législatives, l'Assemblée nationale élit le vice-président de la République à la majorité qualifiée des deux tiers. Les candidats doivent être âgés d'au moins trente ans, avoir la nationalité et avoir résidé au Suriname les six dernières années. Si aucun d'entre eux ne réunit le nombre requis de voix après deux tours de scrutin, l'Assemblée ainsi que les Conseils des 10 districts et des 63 municipalités du pays se réunissent en Assemblée populaire unie (Verenigde Volksvergadering) pour élire un candidat à la majorité relative,.

## Liste des titulaires
| No  | Portrait            | Titulaire (Naissance-Mort)      | Mandat            | Mandat            | Mandat                     | Parti politique | Parti politique | Président de la République |
| No  | Portrait            | Titulaire (Naissance-Mort)      | Début             | Fin               | Durée                      | Parti politique | Parti politique | Président de la République |
| --- | ------------------- | ------------------------------- | ----------------- | ----------------- | -------------------------- | --------------- | --------------- | -------------------------- |
| 1   | Henck Arron         | Henck Arron (1936-2000)         | 25 janvier 1988   | 24 décembre 1990  | 2 ans, 10 mois et 29 jours |                 | NPS             | Ramsewak Shankar           |
| 2   | Jules Wijdenbosch   | Jules Wijdenbosch (né en 1941)  | 7 janvier 1991    | 16 septembre 1991 | 8 mois et 9 jours          |                 | NDP             | Johan Kraag                |
| 3   | Jules Ajodhia       | Jules Ajodhia (né en 1945)      | 16 septembre 1991 | 15 septembre 1996 | 4 ans, 11 mois et 30 jours |                 | VHP             | Ronald Venetiaan           |
| 4   | Pretaap Radhakishun | Pretaap Radhakishun (1934-2001) | 15 septembre 1996 | 12 août 2000      | 3 ans, 10 mois et 28 jours |                 | BVD             | Jules Wijdenbosch          |
| (3) | Jules Ajodhia       | Jules Ajodhia (né en 1945)      | 12 août 2000      | 12 août 2005      | 5 ans                      |                 | VHP             | Ronald Venetiaan           |
| 5   | Ram Sardjoe         | Ram Sardjoe (né en 1935)        | 12 août 2005      | 12 août 2010      | 5 ans                      |                 | VHP             | Ronald Venetiaan           |
| 6   | Robert Ameerali     | Robert Ameerali (né en 1961)    | 12 août 2010      | 12 août 2015      | 5 ans                      |                 | ABOP            | Desi Bouterse              |
| 7   | Ashwin Adhin        | Ashwin Adhin (né en 1980)       | 12 août 2015      | 16 juillet 2020   | 4 ans, 11 mois et 4 jours  |                 | NDP             | Desi Bouterse              |
| 8   | Ronnie Brunswijk    | Ronnie Brunswijk (né en 1961)   | 16 juillet 2020   | 16 juillet 2025   | 5 ans                      |                 | ABOP            | Chan Santokhi              |
| 9   | Gregory Rusland     | Gregory Rusland (né en 1959)    | 16 juillet 2025   | en cours          | 1 jour                     |                 | NPS             | Jennifer Geerlings-Simons  |